# سمارة دمشقية
السمارة الدمشقية (باللاتينية: Sisymbrium damascenum) نوع نباتي يتبع جنس السمارة من الفصيلة الصليبية.

## الموئل والانتشار
موطنها المشرق العربي.